# Estación Puotila

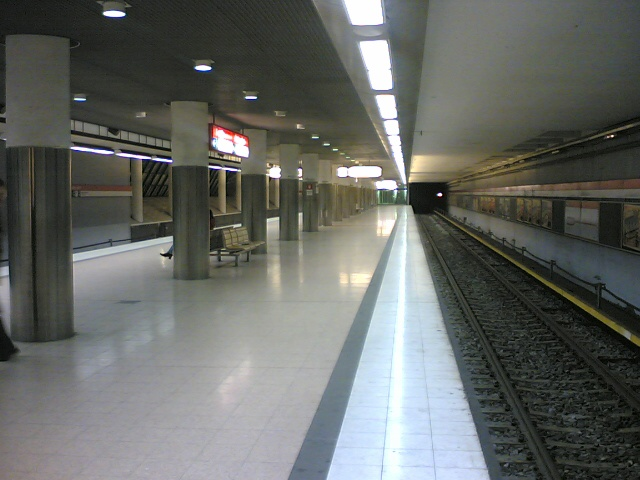
Estación Puotila.

La Estación Puotila (en finés Puotilan metroasema; en sueco Metrostationen Botby gård) es una estación en el ramal este del Metro de Helsinki. Sirve al distrito de Puotila en el este de Helsinki.
La estación fue abierta el 31 de agosto de 1998, lo cual la hace una de las estaciones más nuevas en el Metro de Helsinki. Fue diseñada por el bureau de arquitectos Kaupunkisuunnittelu Oy Jarmo Maunula. Está localizada a una distancia aproximada de 1,042 km de la Estación Itäkeskus y a 1,955 km de la Estación Rastila.
- Datos: Q2079777
- Multimedia: Puotila metro station / Q2079777